# Кайнар (Актюбинская область)
Кайнар (каз. Қайнар, до 1993 г. — Октябрьское) — аул в Алгинском районе Актюбинской области Казахстана. Административный центр Токмансайского сельского округа. Находится примерно в 48 км к востоку от центра города Алга. Код КАТО — 153251100.

## Население
В 1999 году население аула составляло 985 человек (485 мужчин и 500 женщин). По данным переписи 2009 года, в ауле проживало 845 человек (427 мужчин и 418 женщин).